# Elias Stark

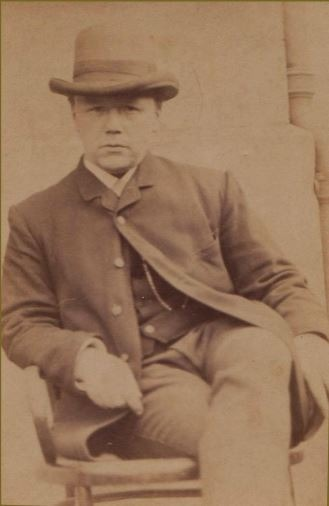
Elias Stark

Elias Stark (Rhenen, 16 augustus 1849 - Brussel, 6 februari 1933) was een Nederlands kunstschilder, etser en tekenaar, van professie apotheker en tandarts. Hij staat ook bekend als een der eersten die tandpasta in een tube produceerde.

## Leven en werk
Stark was de zoon van een apotheker te Rhenen. In 1872 studeerde hij af als apotheker en ging werken aan het Nosocomium Academicum, een voorloper van het Academisch Ziekenhuis Leiden. In 1876 werd hij getroffen door malaria en legde zich vervolgens toe op het beroep van tandarts, dat hij te Amsterdam ging uitoefenen. Als oud apotheker stelde hij diverse tandmiddelen samen, waaronder poeders om te poetsen, en rond 1880 was hij een der eersten - en de eerste in Nederland - die tandpasta produceerde in een tube.

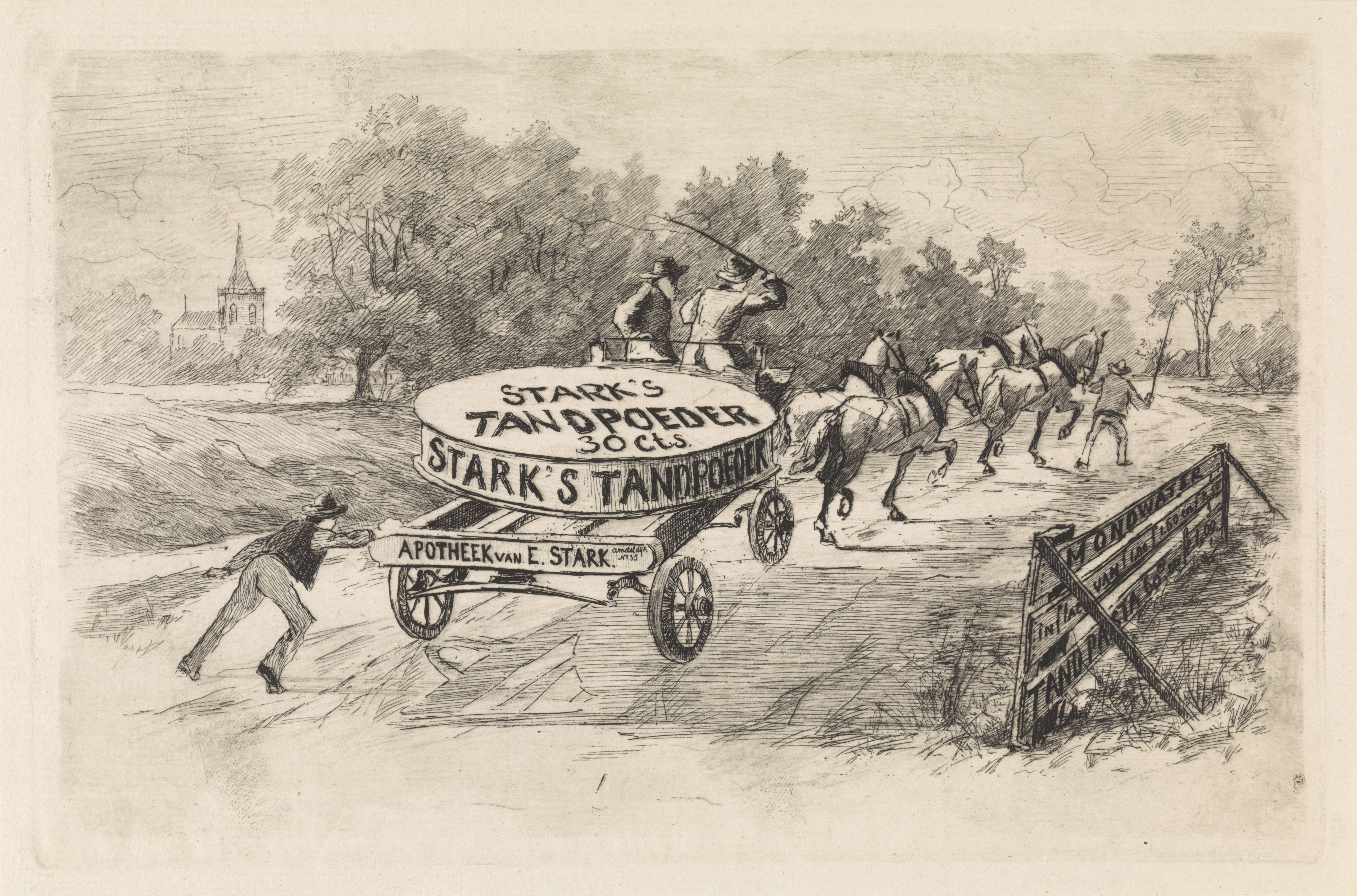
Reclame voor tandpoeder van en door Stark

Stark beoefende het schilderen en etsen in eerste instantie als hobby, naast zijn werk. Hij kreeg lessen van onder andere Anton Mauve, Alexander Bakker Korff en Johannes Frederik Hulk, en ontwikkelde een eigen stijl die verwant was aan de Haagse School. Met name zijn etsen zijn van hoge kwaliteit. In 1889 verkocht hij een ets voor het toentertijd bijzonder hoge bedrag van 1000 gulden de bekende kunsthandel Goupil & Cie en in 1897 werd op een tentoonstelling te Venetië een van zijn etsen gekocht door Umberto I, koning van Italië. Met de opbrengst daarvan bouwde hij een zijvleugel aan zijn atelier "Hein Duvel" aan de Amsteldijk, dat hij in 1903 met zijn volledige voorgevel naar Laren verplaatste. Daar bleef hij na zijn pensionering nog uiterst productief schilderen en etsen en had hij veel vrienden in de plaatselijke kunstenaarswereld, onder wie Co Breman en Derk Meeles.
Stark maakte diverse reizen, onder andere naar Italië en in 1909 door Egypte, het Heilige Land en Nederlands-Indië (waar zijn oudste zoon Kees woonde). Over die laatste reis schreef hij in 1910 een reisverslag, met eigen illustraties. Ook gaf hij een boekje Tien etsen uit en werkte hij mee aan een aantal andere boekwerken, vooral als illustrator.
Stark was gehuwd met Maria Kruythoff, met wie hij zeven kinderen kreeg, van wie er vier ook tandarts werden. Hij stond te boek als een veelzijdig man. Behalve met beeldende kunst hield hij zich bezig met fotografie en speelde hij meer dan verdienstelijk piano. In 1904 werd hij lid van de vereniging Arti et Amicitiae in Amsterdam. Hij overleed in 1933 op 83-jarige leeftijd te Brussel, waar hij sinds 1923 woonde.
Het prentenkabinet van het Rijksmuseum Amsterdam beheert liefst 240 van Starks etsen.

## Geïllustreerd reisverslag
- Elias Stark, Uit Indië, Egypte en het Heilige Land, Veen, Amersfoort, 1910.

## Galerij

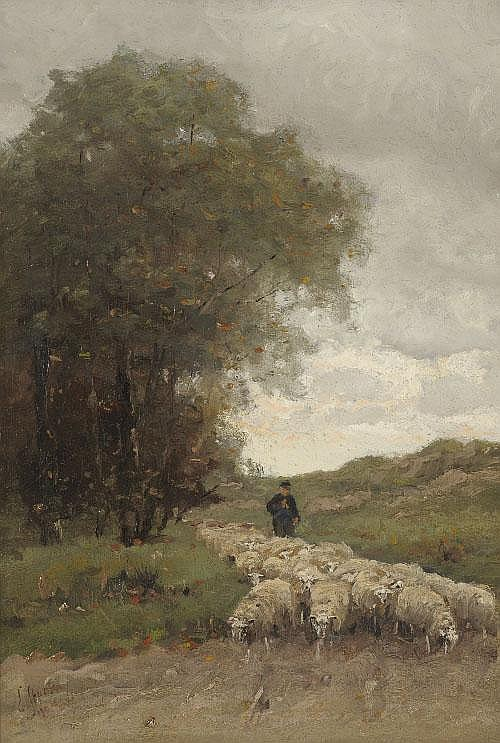
Herder met schapen op een bospad
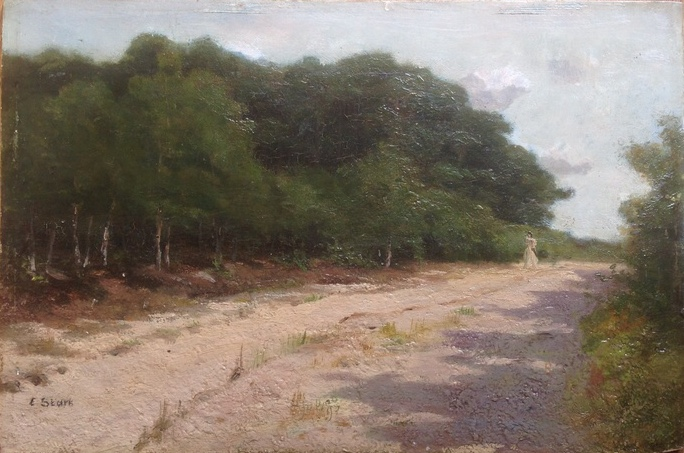
Pad op een heide
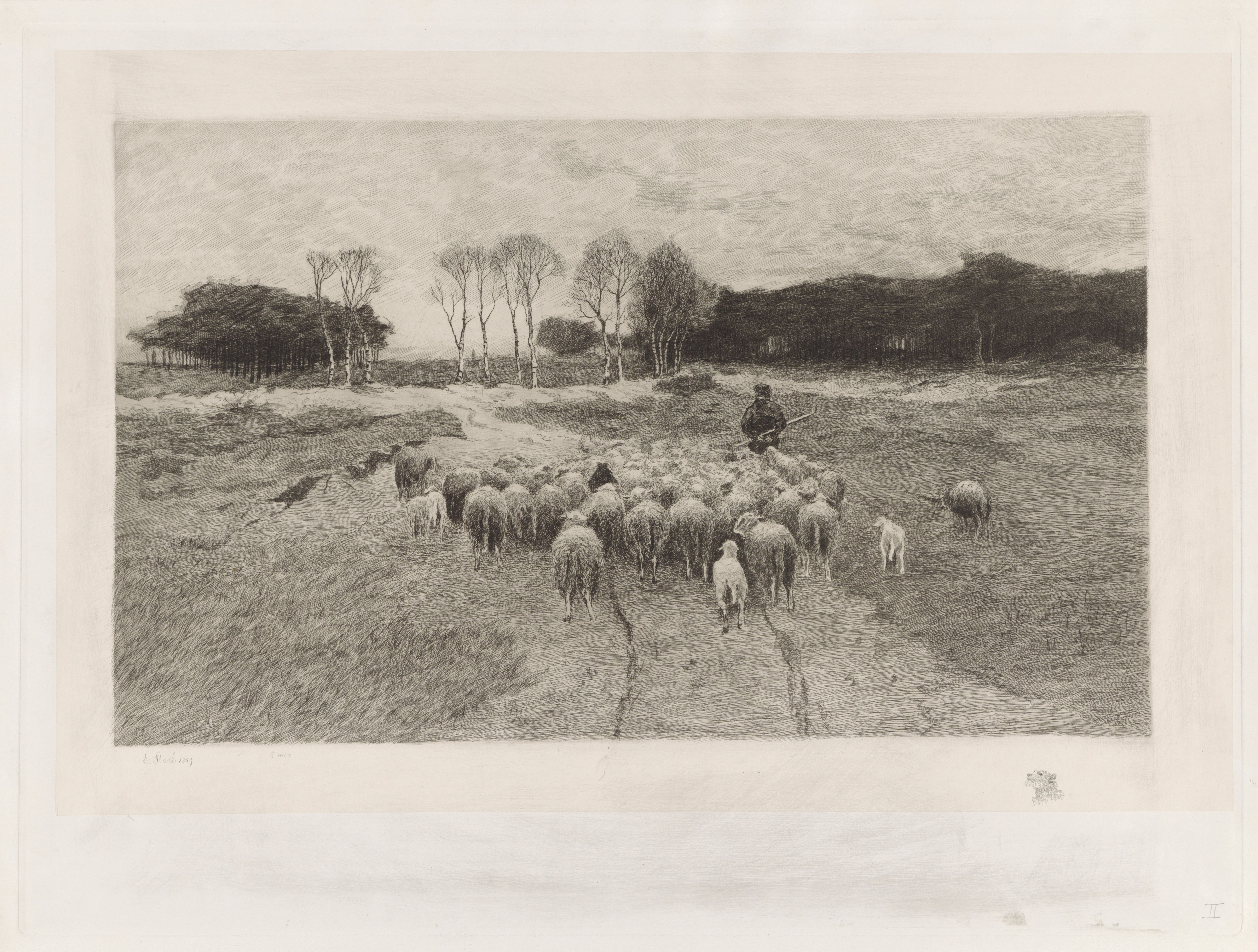
Schaapsherder
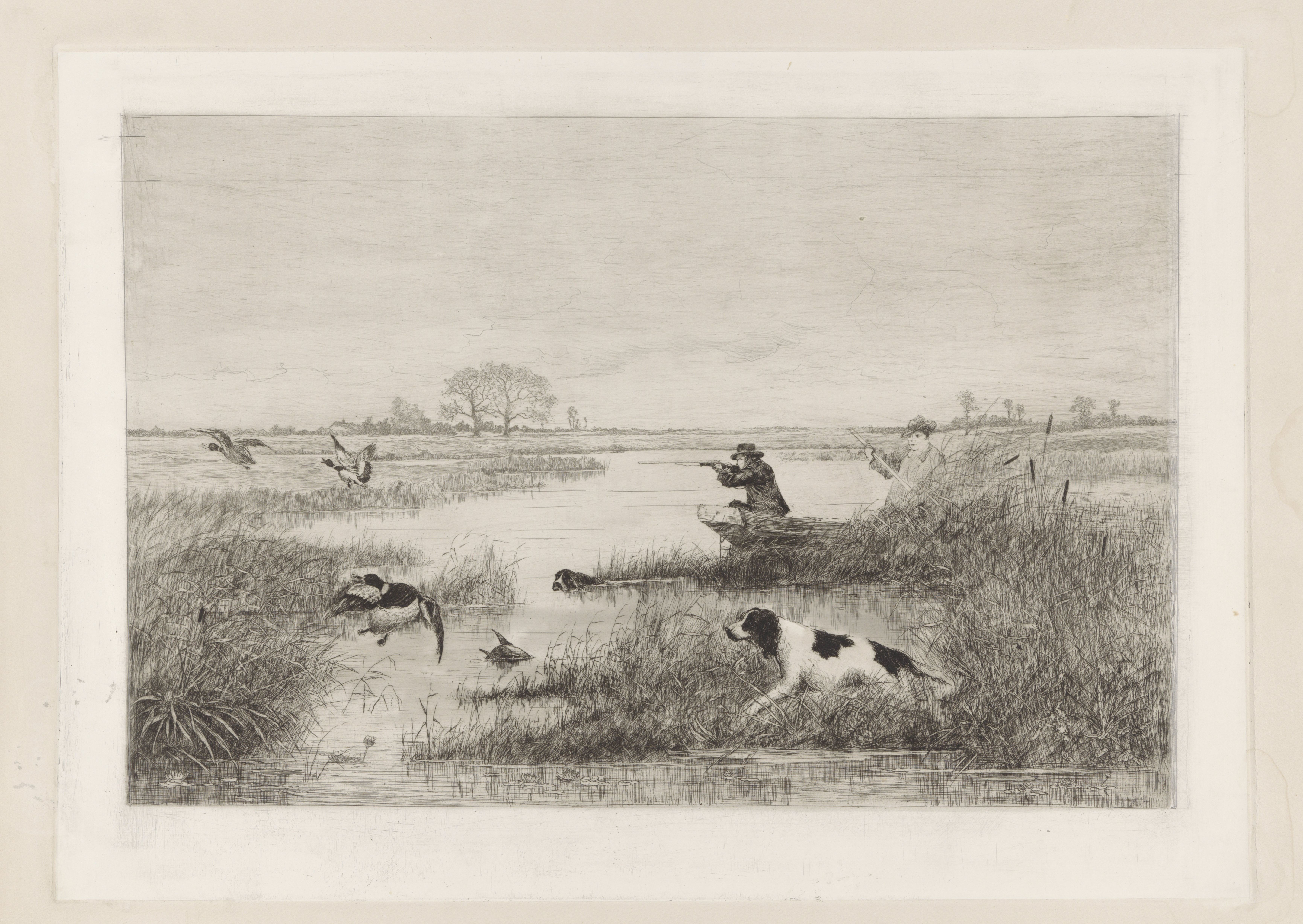
Eendenjacht
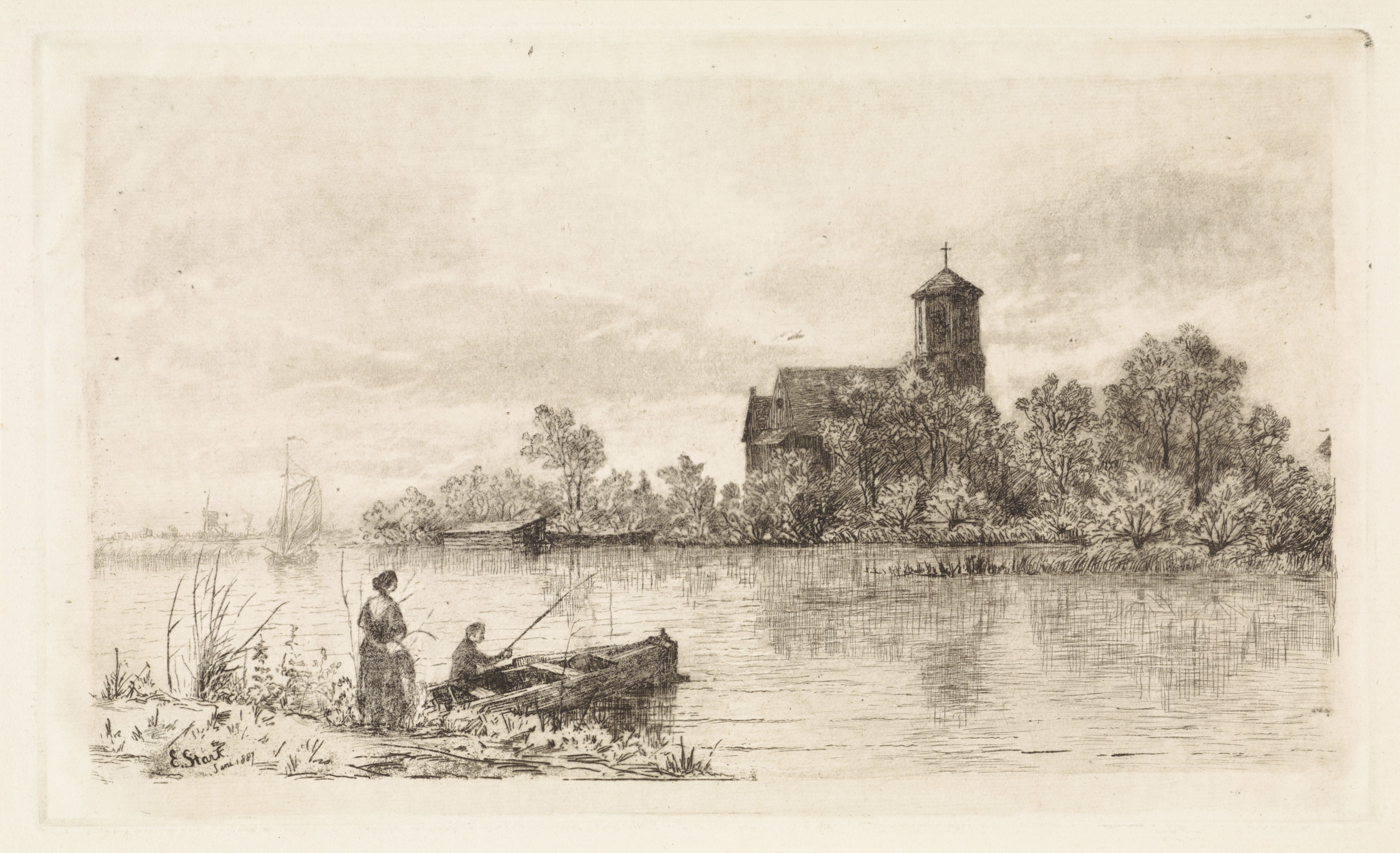
Gezicht op de Sint Urbanuskerk te Bovenkerk
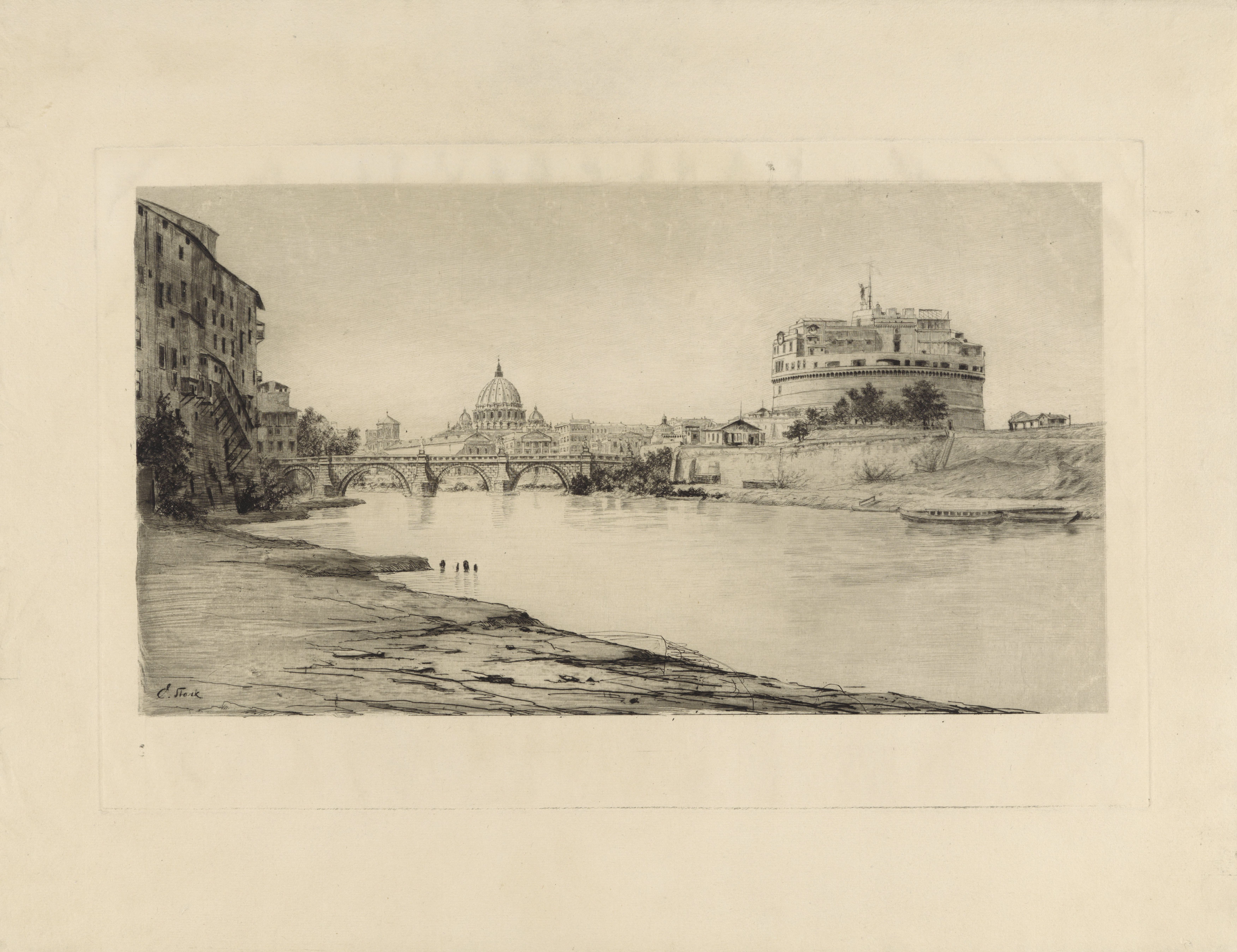
Gezicht op de Engelenbrug te Rome